# The Rover (Film)
The Rover ist ein australischer Endzeitfilm aus dem Jahr 2014 von Regisseur und Drehbuchautor David Michôd mit Guy Pearce und Robert Pattinson in den Hauptrollen. Premiere hatte der Film am 18. Mai 2014 beim Cannes Film Festival. In Deutschland wurde der Film am 31. Oktober 2014 als Blu-Ray und DVD veröffentlicht. Regisseur Michôd hatte ein Budget von 12 Millionen Dollar zur Verfügung. Bislang hat der Film ca. 3,2 Millionen Dollar weltweit eingespielt (Stand: April 2019).

## Handlung
Der Film spielt im australischen Outback, zehn Jahre nach dem Zusammenbruch des weltweiten Wirtschaftssystems. Die Ressourcen sind knapp und es herrscht das Gesetz des Stärkeren. Guy Pearce spielt Eric, einen einsamen Antihelden, dem eines Tages von einer Verbrechergang (Henry, Caleb und Archie) sein Auto gestohlen wird. Eric folgt den Verbrechern quer durch das australische Outback, um sein Auto zurückzubekommen. Dabei trifft er auf den verletzten Rey. Es stellt sich heraus, dass Rey der Bruder des Anführers der Autodiebe ist. Um das gestohlene Auto zurückzubekommen, machen sich Eric und Rey gemeinsam auf den Weg, um die Verbrecherbande aufzuspüren. Rey führt Eric zu dem Wohnsitz seines Bruders. Die schlafenden Autodiebe will Eric unschädlich machen aber nicht töten.
Die Situation eskaliert, als sich Rey und Henry gegenseitig mit einer Waffe bedrohen. Henry erschießt seinen Bruder, woraufhin Eric erst Archie, dann Caleb und schließlich Henry tötet.
Er verbrennt die Leichen und fährt mit seinem Auto in die Wüste, wo er einen toten Hund aus dem Kofferraum holt und begräbt.

## Auszeichnungen und Nominierungen
Der Film erhielt sieben AACTA-Award-Nominierungen: Beste Regie, bester Hauptdarsteller (für Guy Pearce), beste Nebendarstellerin (für Susan Prior), bester Nebendarsteller (für Robert Pattinson), bestes Produktionsdesign, bester Soundtrack und bester Ton. Der Film gewann den AACTA-Preis für die beste Nebendarstellerin (Susan Prior) und den besten Ton.
Auf Metacritic beträgt die Durchschnittswertung von The Rover 64 %, auf Rotten Tomatoes 66 %. In der Internet Movie Database gaben ihm knapp 400.000 Benutzer eine Durchschnittswertung von 6,4.